# یواس‌اس کاوینگتون (۱۸۶۳)
یواس‌اس کاوینگتون (۱۸۶۳) (به انگلیسی: USS Covington (1863)) یک کشتی بود که طول آن ۱۲۶ فوت (۳۸ متر) بود. این کشتی در سال ۱۸۶۳ ساخته شد.